# بينو تورينيزي
بينو تورينيزي هي كومونا في مدينة تورينو الحضرية في المنطقة الإيطالية بيدمونت ، وتقع على بعد 6 كيلومتر (4 ميل) جنوب شرق تورينو .
وتقع بينو تورينيزي على حدود البلديات التالية: تورين، وبالديسيرو تورينيزي ، وتشيري، وبيسيتو تورينيزي ، وكامبيانو .
وايضا هو موقع مرصد تورين ، والذي تأسس عام 1759.
وكان لمؤسسةAssociazione Cultura Giapponese di Torino مكاتبها في بينو تورينيزي. وتدير مدرسة يابانية نهاية الأسبوع . 

## روابط خارجية
- الموقع الرسمي